# Villanueva del Río Segura
Villanueva del Río Segura ist ein südspanischer Ort und eine aus dem Ort selbst sowie mehreren Dörfern und Weilern (pedanías) bestehende Gemeinde (municipio) mit 3.944 Einwohnern (Stand: 2024) im Zentrum der Provinz Murcia in der gleichnamigen autonomen Region Murcia. 

## Lage
Der Ort Villanueva liegt in einer Schleife des Río Segura knapp 30 km (Fahrtstrecke) nordwestlich der Stadt Murcia in einer Höhe von ca. 120 bis 140 m ü. d. M. Das Klima im Winter ist gemäßigt, im Sommer dagegen warm bis heiß; die geringen Niederschlagsmengen (ca. 300 mm/Jahr) fallen – mit Ausnahme der nahezu regenlosen Sommermonate – verteilt übers ganze Jahr.

## Bevölkerungsentwicklung
| Jahr      | 1857 | 1900 | 1950  | 2000  | 2016  |
| Einwohner | 806  | 963  | 1.537 | 1.568 | 2.560 |

Die kontinuierliche Bevölkerungsanstieg in der zweiten Hälfte des 20. Jahrhunderts ist im Wesentlichen auf die relative Nähe zum Großraum Murcia zurückzuführen.

## Wirtschaft
Villanueva liegt im Valle de Ricote in der agrarisch genutzten Kernzone der Provinz Murcia – es wurden Getreide, Weinreben sowie Oliven- und Obstbäume aller Art angepflanzt; Gemüse stammte aus den Hausgärten. Heute werden hauptsächlich Pfirsiche, Aprikosen und Zitrusfrüchte geerntet. Im Ort selbst haben sich Kleinhändler, Handwerker und Dienstleistungsbetriebe aller Art angesiedelt. Daneben gibt es mehrere Ferienhäuser (casas rurales).

## Geschichte
Prähistorische Funde fehlen; dagegen wurden Iberische Kleinfunde auf dem Gemeindegebiet gemacht. Überreste eines spätantiken Landguts (villa rustica) wurden ebenfalls freigelegt. In den Jahren nach 711 wurde die Gegend von den Mauren überrannt, doch blieben Teile unter der Herrschaft des westgotischen Grafen (comes) Teodomiro († 743). Nach dem Ende des Kalifats von Córdoba entstand das Taifa-Königreich Murcia, das nach der Rückeroberung (reconquista) der Region durch kastilische Truppen unter Alfons X. im Jahr 1243 in ein christliches Königreich umgewandelt wurde, welches jedoch eng mit der Krone von Kastilien verflochten war. Die Region des Valle de Ricote wurde dem Santiago-Ritterorden übergeben, doch in den Jahren 1296 bis 1304 kam sie vorübergehend unter aragonesische Herrschaft und im Jahr 1477 kurzzeitig unter die Herrschaft der Nasriden von Granada. In einer Urkunde aus der Zeit taucht zum ersten Mal der Name Asuete auf, der wahrscheinlich mit dem heutigen Villanueva identisch ist. Zu Beginn des 16. Jahrhunderts verließen viele Mauren (moriscos) das Land; andere blieben und wurden erst zu Beginn des 17. Jahrhunderts durch Erlasse Philipps III. bzw. seines Ersten Ministers, des Herzogs von Lerma, des Landes verwiesen, was negative demographische und wirtschaftliche Folgen für die Region hatte.

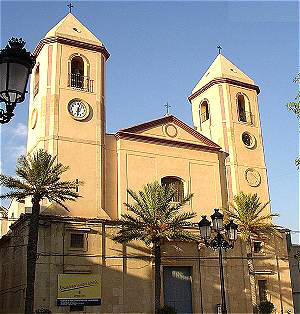
Iglesia de la Asunción

## Sehenswürdigkeiten
- Die zweitürmige, im 19. Jahrhundert im Stil des Neoklassizismus erbaute Iglesia de la Asunción ist die Pfarrkirche des Ortes. Die dreischiffige Kirche ist außen wie innen weitgehend schmucklos gehalten.[7]
- Die Ermita de San Roque steht im südlich anschließenden Ortsteil San Roque; es ist ein moderner Kirchenbau des ausgehenden 20. Jahrhunderts mit einem freistehenden Glockenturm.